# Un viaggio a quattro zampe
Un viaggio a quattro zampe (A Dog's Way Home) è un film del 2019 diretto da Charles Martin Smith.

## Trama
Lucas e la sua fidanzata Olivia trovano in una casa in via di demolizione una cagnolina, che prendono con loro, chiamandola Bella. Dopo aver scoperto che nello stesso luogo hanno trovato rifugio anche numerosi gattini, i due evitano che la casa sia demolita. Il proprietario dell'azienda di demolizione, furioso, sparge però la voce che Bella sia un pitbull, ossia uno dei cani che, venendo ritenuti pericolosi, sono vietati nella città di Denver. Poiché in seguito Bella viene presa da un accalappiacani, per evitare che ciò risucceda di nuovo, Lucas e Olivia decidono di trasferirsi in periferia. Nel frattempo, i due affidano Bella ad alcuni amici che vivono in Nuovo Messico, ma la cagnolina – non riuscendo a sopportare la lontananza dai padroni – inizia un lungo "viaggio a quattro zampe": nell'arco di due anni e mezzo percorre infatti 650 chilometri, riuscendo infine a ritornare a casa.

## Distribuzione
Negli Stati Uniti, la pellicola è stata distribuita a partire dall'11 gennaio 2019 da Sony Pictures; anche in Italia la pellicola è stata distribuita da Sony Pictures, a partire dal 14 marzo dello stesso anno.

### Edizione italiana
L'edizione italiana della pellicola, comprendente il doppiaggio e la sonorizzazione, è stata curata dalla SDI Media Italia - Roma. La direzione del doppiaggio è stata affidata a Oreste Baldini, assistito da Maria Grazia Napolitano, mentre la traduzione e l'adattamento italiano dei dialoghi sono stati effettuati da Antonella Giannini.
Il film viene trasmesso in televisione, in prima visione assoluta, domenica 2 gennaio 2022, su Rai 1.